# Nojals-et-Clotte
Nojals-et-Clotte – miejscowość i dawna gmina we Francji, w regionie Nowa Akwitania, w departamencie Dordogne. W dniu 1 stycznia 2016 roku z połączenia czterech ówczesnych gmin – Beaumont-du-Périgord, Labouquerie, Nojals-et-Clotte oraz Sainte-Sabine-Born – utworzono nową gminę Beaumontois en Périgord. W 2013 roku populacja Nojals-et-Clotte wynosiła 225 mieszkańców. 